# Figites larvarum
Figites larvarum är en stekelart som beskrevs av Anders Gustav Dahlbom 1846. Figites larvarum ingår i släktet Figites, och familjen glattsteklar. Arten är reproducerande i Sverige.